# Weihnachtsmann & Co. KG
Weihnachtsmann & Co. KG (Originaltitel: Le monde secret du Père-Noël, englischer Titel: The Secret World of Santa Claus) ist eine 26-teilige Zeichentrickserie, die seit dem 10. Dezember 1997 erstmals und seitdem jährlich zur Weihnachtszeit im deutschsprachigen Raum auf Super RTL sowie auf dem Timeshift-Sender Toggo plus gezeigt wird.

## Inhalt
Der Weihnachtsmann und seine drei Elfen Trixi, Jordi und Gilfi wohnen am Nordpol und produzieren mit der „Spielzeug-Maschine“ Spielzeuge für Kinder, um diese dann pünktlich zum Weihnachtsfest zu verteilen.
Oft aber stehen ihnen der böse Grantelbart und sein Assistent Gugor im Weg. Diese versuchen durch fiese Pläne den Weihnachtsmann daran zu hindern, alle Geschenke pünktlich auszuliefern. Zum Glück aber hat der Weihnachtsmann seine drei fleißigen Elfen und den Eisbären Balbo, die ihn jederzeit unterstützen.

## Charaktere
- Der Weihnachtsmann ist genauso, wie sich Kinder ihn vorstellen: gemütlich, freundlich und gerecht. Er sorgt dafür, dass alle Geschenke rechtzeitig ankommen, und löst nebenbei noch einige Probleme der Kinder. Außerdem ist er strikt gegen Gewalt und verspeist gern mal einen „Weihnachtskuchen“.
- Trixi ist eine Elfe. Sie ist für die Bearbeitung der Wunschzettel zuständig, kann fliegen, sich unsichtbar machen und sämtliche Sprachen verstehen und sprechen (auch „Tiersprache“).
- Jordi ist ein Elf. Er hat immer wieder neue Ideen für Spielzeug. Außerdem kann sich Jordi in jedes mögliche Tier verwandeln und kennt sich gut mit Technik und Elektronik aus.
- Gilfi ist ein weiterer Elf. Er hat am Anfang der Staffel noch keine magischen Kräfte, da er sich diese noch verdienen muss, ist aber aufgrund seines Fleißes für das Weihnachtsmannteam unersetzlich. In der letzten Folge erlernt Gilfi die Fähigkeit, Sachen schweben zu lassen.
- Balbo ist ein Eisbär. Er ist zwar freundlich, aber auch recht ungeschickt und löst dadurch immer wieder kleine Katastrophen aus. Der Weihnachtsmann nahm ihn eines Tages bei sich auf, da er seine Eltern verlor.
- Grantelbart ist der Gegenspieler und Nachbar des Weihnachtsmannes. Immer wieder versucht er, ihn an seiner Arbeit zu hindern. Er folgt dem Weihnachtsmann auch immer überall hin, um ihm die Aufgaben, welche er erledigen muss, zu vermiesen. Er hasst Weihnachten, liebt es aber, E-Gitarre zu spielen, und mag laute Rockmusik. Für seine fiesen Taten bekommt er regelmäßig eins auf den Schädel bzw. muss den Weihnachtsmann durch eine Arbeitsleistung unterstützen.
- Gugor ist ein Troll. Er ist Grantelbarts Assistent und wird oft von ihm herumgeschubst. Deshalb ist er oft traurig und sucht Hilfe beim Weihnachtsmann und seinen Elfen. Dennoch ist er oft gemein zu diesen.
- Rudolph, Donner und Blitz sind die drei Rentiere des Weihnachtsmannes.
- Die Pinguine arbeiten in verschiedenen Funktionen für den Weihnachtsmann.

## Synchronisation
Die deutschsprachige Synchronisation entstand nach den Dialogbüchern von Hilke Flickenschildt und Jörg Hartung sowie unter der Dialogregie von Hilke Flickenschildt durch die Synchronfirma Autoren-Synchron in Hamburg.
| Rollenname (Französisch) | Rollenname (Deutsch) | Französischer Sprecher | Deutscher Sprecher  |
| ------------------------ | -------------------- | ---------------------- | ------------------- |
| Le Père Noël             | Weihnachtsmann       | N. N.                  | Eckart Dux          |
| Thoren                   | Trixi                | Mélanie Dermont        | Christine Pappert   |
| Folki                    | Jordi                | N. N.                  | Margrit Straßburger |
| Guilfi                   | Gilfi                | Aurélien Ringelheim    | Angela Quast        |
| Balbo                    | Balbo, der Eisbär    | N. N.                  | Ben Hecker          |
| Le Père Fouettard        | Grantelbart          | N. N.                  | Joachim Richert     |
| Geignar                  | Gugor                | N. N.                  | Lutz Schnell        |

## Veröffentlichung
Am 5. Oktober 1998 erschien bei WVG Medien GmbH eine VHS-Kassette mit den Episoden Der längste Tag und Der Weihnachtsmann und sein Geheimnis. Beide Episoden erschienen am 10. Oktober 2005 als Neuauflage auf DVD.
Elf Jahre später, am 11. November 2016, erschienen die Episoden eins bis zwölf in zwei DVD-Boxen. Die DVDs beinhalten nur die deutsche Synchronisation und kommen mit einer FSK-Einstufung ab 0 Jahren heraus. Außerdem sind insgesamt sechs Hörspiel-CDs mit je zwei Episoden erschienen, in denen Thomas Karallus die Rolle des Erzählers einnimmt. Am 17. November 2017 wurden die letzten zwei DVD-Boxen mit den Episoden 13 bis 26 veröffentlicht. Außerdem wurde eine einzelne DVD nur mit den Episoden eins und zwei am selben Tag herausgebracht.
Am 25. Oktober 2019 wurde eine Collector’s Edition mit allen 26 Episoden, mit überarbeitetem Bildmaterial, auf 8 DVDs veröffentlicht. Im Januar 2024 hat Super RTL die weltweiten Rechte an der Serie erworben, um die Kult-Serie weiterzuentwickeln und auszubauen.
Zum 1. Dezember 2024 hat TOGGO ein Zehnstundenvideo mit den Folgen auf YouTube veröffentlicht.

## Ausstrahlung
Am 10. Dezember 1997 wurde die Serie auf Super RTL erstausgestrahlt. Seitdem erfolgt jährlich eine Ausstrahlung im Vorabendprogramm, die im November (mittlerweile schon im ersten Drittel) beginnt und zu Heilig Abend endet. Früher (bis 2013) endete die Serie am zweiten Weihnachtsfeiertag oder spätestens zu Silvester.
Ebenfalls lief die Serie auf dem österreichischen TV-Sender ORF 1.
2004 erfolgte darüber hinaus eine sechstägige Ausstrahlung im Mai innerhalb der sogenannten „Mainachten“-Themenwoche, in der auch anderes typisches Festtagsprogramm gesendet wurde.

## Episodenliste
| Folge | Deutscher Titel                         | Französischer Originaltitel           | Deutsche Erstausstrahlung |
| ----- | --------------------------------------- | ------------------------------------- | ------------------------- |
| 1     | Die magische Perle                      | La perle magique du Père-Noël         | 10. Dezember 1997         |
| 2     | Die Weihnachtsmann-Prüfung              | Les douze travaux du Père-Noël        | 11. Dezember 1997         |
| 3     | Zwei kleine Genies                      | Les petits génies                     | 12. Dezember 1997         |
| 4     | Rudolph ist verschwunden                | Rodolphe a disparu                    | 15. Dezember 1997         |
| 5     | Mission im Weltraum                     | L’enfant des étoiles                  | 16. Dezember 1997         |
| 6     | Leons Weihnachtsfest                    | Un Noël pour Léon                     | 17. Dezember 1997         |
| 7     | Ein Geschenk für Zwei                   | Un cadeau pour deux                   | 17. Dezember 1997         |
| 8     | Das Super-Kaninchen                     | Super lapin                           | 18. Dezember 1997         |
| 9     | Der Glücksbringer                       | Porte-bonheur                         | 18. Dezember 1997         |
| 10    | Der fliegende Teppich                   | Tapis volant                          | 19. Dezember 1997         |
| 11    | Das Zauberschwert                       | Les mémoires du Père-Noël             | 19. Dezember 1997         |
| 12    | Strafe muss sein                        | La baguette magique                   | 22. Dezember 1997         |
| 13    | Ein gefährlicher Wunsch                 | Le garçon qui voulait redevenir petit | 22. Dezember 1997         |
| 14    | Ein neues Kostüm für den Weihnachtsmann | Un cadeau pour le Père-Noël           | 22. Dezember 1997         |
| 15    | Fliegen müsste man können               | Le congrès de Noël                    | 23. Dezember 1997         |
| 16    | Trolle in 3-D                           | Histoires de Trolls                   | 23. Dezember 1997         |
| 17    | Gugors Doppelgänger                     | Le Noël de Geignard                   | 23. Dezember 1997         |
| 18    | Zurück aus der Zukunft                  | Le retour du Père-Noël                | 24. Dezember 1997         |
| 19    | Der Wachstumstrank                      | La grande petite fille                | 24. Dezember 1997         |
| 20    | Ein Bär für Pablo                       | L’ours en peluche                     | 24. Dezember 1997         |
| 21    | Weihnachtspost auf Abwegen              | On a volé Noël                        | 24. Dezember 1997         |
| 22    | Knecht Ruprechts Zauberpuder            | La révolte des jouets                 | 25. Dezember 1997         |
| 23    | Die Flaschenpost                        | Une bouteille à la mer                | 25. Dezember 1997         |
| 24    | Sebastian weiß nicht, was er will       | Balthazar ne sait pas ce qu’il veut   | 25. Dezember 1997         |
| 25    | Der längste Tag                         | La nuit la plus longue                | 25. Dezember 1997         |
| 26    | Der Weihnachtsmann und sein Geheimnis   | Les secrets du Père-Noël              | 26. Dezember 1997         |

## Hörspiele zur TV-Serie
Im Jahr 2024 veröffentlichte Super RTL eine Neuauflage von Hörspielen zur TV-Serie und ersetzte damit die alten Hörspiele aus dem Jahr 2016.
| Folge | Titel                                   | Dauer       | Erschienen am      | Teile (Tracks) |
| ----- | --------------------------------------- | ----------- | ------------------ | -------------- |
| 1     | Die magische Perle                      | 27 min 16 s | 27. September 2024 | 9              |
| 2     | Die Weihnachtsmann-Prüfung              | 28 min 35 s | 27. September 2024 | 9              |
| 3     | Zwei kleine Genies                      | 29 min 17 s | 27. September 2024 | 10             |
| 4     | Rudoph ist verschwunden                 | 28 min 12 s | 27. September 2024 | 9              |
| 5     | Mission im Weltraum                     | 28 min 23 s | 4. Oktober 2024    | 9              |
| 6     | Leons Weihnachten                       | 27 min 40 s | 4. Oktober 2024    | 9              |
| 7     | Ein Geschenk für Zwei                   | 31 min 3 s  | 4. Oktober 2024    | 10             |
| 8     | Das Super-Kaninchen                     | 29 min 49 s | 4. Oktober 2024    | 10             |
| 9     | Der Glücksbringer                       | 30 min 8 s  | 11. Oktober 2024   | 10             |
| 10    | Der fliegende Teppich                   | 33 min 3 s  | 11. Oktober 2024   | 11             |
| 11    | Das Zauberschwert                       | 32 min 16 s | 18. Oktober 2024   | 11             |
| 12    | Strafe muss sein                        | 30 min 28 s | 18. Oktober 2024   | 10             |
| 13    | Ein gefährlicher Wunsch                 | 29 min 55 s | 25. Oktober 2024   | 10             |
| 14    | Ein neues Kostüm für den Weihnachtsmann | 32 min 1 s  | 25. Oktober 2024   | 11             |
| 15    | Fliegen müsste man können               | 30 min 50 s | 1. November 2024   | 10             |
| 16    | Trolle in 3-D                           | 28 min 36 s | 1. November 2024   | 9              |
| 17    | Gugors Doppelgänger                     | 30 min 19 s | 8. November 2024   | 10             |
| 18    | Zurück aus der Zukunft                  | 30 min 46 s | 8. November 2024   | 10             |
| 19    | Der Wachstumstrank                      | 30 min 35 s | 15. November 2024  | 10             |
| 20    | Ein Bär für Julio                       | 26 min 36 s | 15. November 2024  | 9              |
| 21    | Weihnachtspost auf Abwegen              | 25 min 59 s | 22. November 2024  | 9              |
| 22    | Knecht Ruprechts Zauberpuder            | 25 min 9 s  | 22. November 2024  | 8              |
| 23    | Die Flaschenpost                        | 25 min 1 s  | 29. November 2024  | 8              |
| 24    | Sebastian weiß nicht, was er will       | 24 min 34 s | 29. November 2024  | 8              |
| 25    | Der längste Tag                         | 24 min 5 s  | 6. Dezember 2024   | 8              |
| 26    | Der Weihnachtsmann und sein Geheimnis   | 22min 37 s  | 6. Dezember 2024   | 8              |

## Trivia
Es gibt zwei verschiedene Vorspanne. In den frühen 2000er Jahren hatte Super RTL den Vorspann, vor jeder Episode, gekürzt. Dies geschah aus programmplanerischen Gründen und um Langeweile, durch die täglichen Wiederholungen, bei den Zuschauern zu vermeiden. Sporadisch kam es vor, dass Episoden mit dem originalen Vorspann ausgestrahlt wurden.
Seit 2016 wird jede Episode mit der originalen Version des Vorspanns ausgestrahlt. In den Jahren 2022 & 2023 wurden beide Versionen ausgestrahlt. Da immer zwei Folgen nacheinander ausgestrahlt wurden, erhielt die erste Folge die lange Version und die zweite Folge die gekürzte Version des Vorspanns.
Im Jahre 2024 wurde die Folge Nr. 20 mit einem anderen Titel ausgestrahlt. Ein Bär für Julio war im Vorspann zu sehen. Der ursprüngliche Episodentitel trug den fehlerhaften Namen Ein Bär für Pablo.